# Трагедія Короско
«Трагедія Короско» (англ. The Tragedy of the Korosko) (1898) — роман шотландського письменника Артура Конан Дойла. Опублікований у The Strand Magazine в період з травня по грудень 1897 року.

## Сюжет
Група європейських туристів відправляються в подорож до Єгипту в 1895 році. Вони пливуть річкою Ніл у незвичайному човні, Короско. Туристи мають намір відвідати місто Абосір на південному кордоні Єгипту, після початку мандрів Дервіша країною. Вони були атаковані й пограбовані воїнами Дервіша. Роман містить сильний захист британського імперіалізму, зокрема й проєкт Імператорства в Північній Африці. Він також показує дуже велику підозру до ісламу багатьох європейців на той час.